# Il giorno dell'edera
Il giorno dell'edera (Ivy Day in the Committee Room) è un racconto breve scritto da James Joyce e pubblicato nel 1914. È il dodicesimo racconto della collezione intitolata Gente di Dublino.

## Trama
In uno stabile diroccato ed abbandonato, durante un incessante e battente diluvio, gli incaricati di raccogliere i voti dell'elettorato a favore del candidato nazionalista Richard Tierney per le elezioni comunali si stanno riparando il più possibile dal freddo, in attesa di tornare a lavorare. Hanno organizzato un falò con del cartone e inizialmente sono solo in due, Mat O'Connor e Jack. I due discutono quando ad uno ad uno entrano dalla porta tutti gli altri collaboratori. Il gruppo è tutto riunito lì, sia quelli di un partito che quelli dell'altro, e si scambiano informazioni su come vanno gli affari mentre sorseggiano della birra alla luce della fiamma.
Parlano di tutte le persone a cui sono riusciti a strappare la promessa del voto e dell'imminente arrivo in Irlanda del re inglese Edoardo VII. Alcuni considerano l'evento di per sé innocuo, mentre altri sono convinti che il suo arrivo potrebbe causare non pochi problemi in città per via delle manifestazioni nazionalistiche. Il racconto si conclude con la recitazione da parte di Hynes, uno degli incaricati, di una poesia in onore del patriota irlandese Charles Stewart Parnell, morto per gli ideali di libertà in cui credeva.

## Edizioni
- James Joyce, Gente di Dublino, collana «I giganti di Gulliver», Rimini, Gulliver, 1995, ISBN 88-8129-046-4.